# 北海道医療大学歯学部附属歯科衛生士専門学校
北海道医療大学歯学部附属歯科衛生士専門学校（ほっかいどういりょうだいがくしがくぶふぞく しかえいせいしせんもんがっこう）とは、北海道石狩郡当別町金沢1757にある私立の専修学校。
運営母体は、学校法人東日本学園北海道医療大学で、学校長は坂倉康則。

## 沿革
- 1984年 - 東日本学園大学歯学部附属歯科衛生士専門学校として開校。
  - 歯科衛生科
- 1994年 - 「北海道医療大学歯学部附属歯科衛生士専門学校」に改称。
- 1995年 - 卒業生より専門士の称号が付与される。

## 取得資格・免許状
- 歯科衛生士国家試験受験資格

## 就職実績
- 主に北海道内外の病院・歯科医院

## 編入・進学実績
- 北海道医療大学

## 交通アクセス
- JR札沼線 北海道医療大学駅下車、徒歩1分（専用連絡通路有）。